# 特魯希略省
特魯希略省（西班牙語：Provincia de Trujillo），是秘魯的省份，位於該國西北部拉利伯塔德大區，首府是特魯希略，始建於1821年，面積1,768平方公里，海拔高度34米，2007年人口811,979，人口密度每平方公里459人。